# Коропозубі
Коропозубі (Cyprinodontidae) — родина риб ряду Коропозубоподібні (Cyprinodontiformes). Об'єднує близько 10 родів, понад 120 видів. Представники карпозубих мешкають головним чином в прісних, а деякі в солонуватих і морських тропічних і субтропічних водах Північної та Південної Америки. Часто поселяється в невеликих, пересихаючих водоймах.

## Опис
Тіло подовжене, циліндричне. Довжина тіла від 2 до 6 см, рідко до 10. Голова згори сплющена. Мають верхній рот, пристосований для збирання їжі з поверхні води. Спинний і анальний плавники віднесені назад. Хвостовий плавник без виїмки, із закругленим або витягнутим зовнішнім краєм. Статевий диморфізм яскраво виражений. Самці як правило мають розвиненіші плавники, більше і набагато яскравіше за самиць, які у більшості видів мають жовтуватий або зеленувато-сірий колір. У багатьох ікра розвивається із затримкою на час сухого сезону (переносить висихання). В основному незграйні, багато хижаків. 

## Раціон
Коропозубі живляться в основному водними членистоногими, личинками комарів і москітів, рачками і черв'яками.
Помічено, що райони, у водоймах яких з тих або інших причин (забруднення і т. п.) відсутні коропозубі, більше схильні до малярії, що розноситься москітами.
Декілька видів живляться планктоном, є також хижі види.